# Torpédo (album)
Torpédo je hudební album skupiny Wanastowi Vjecy. Vydala je v roce 2006.

## Seznam skladeb
1. „Padaj hlavy, kutálí se po hradčanským rynku“
2. „Orel v orloji (Rytířská)“
3. „Otevřená zlomenina srdečního svalu“
4. „Slečna Anna je za vodou“
5. „Myslím na tebe“
6. „Panna“
7. „Pal vocuď“
8. „Nátěr“
9. „Torpédo“
10. „Křišťálová“
11. „Mašinführer“
12. „Pouštní komtesa“
13. „Kde je český král?“
14. „Nahá 2006“